# Пам'ятник деруну
Пам'ятник деруну або скульптурна композиція «Дерун» — оригінальний пам'ятний знак на вшанування традиційної поліської страви деруни в місті Коростені на Житомирщині.
Пам'ятник у дивовижний спосіб доповнює серію пам'ятників (пам'ятних знаків) стравам української кухні, встановленим переважно у 2-й пол. 2000-х рр. по українських містах, — галушці (Полтава), варенику (Черкаси), ніжинському огірку (Ніжин), борщу, салу тощо.

## Загальні дані
Пам'ятник Деруну розташований біля входу до Парку культури та відпочинку Древлянський у середмісті Коростеня.
Відкриття скульптурної композиції «Дерун» відбулося урочисто в рамках проведення 2-го Міжнародного фестивалю дерунів у Коростені 19 вересня 2009 року. Церемонія відкриття проходила за участі Голови Верховної Ради В. М. Литвина і коростенського міського голови В. Москаленка, численних представників ЗМІ, за великого скупчення людей.
Пам'ятник встановлено коштом міської громади. За інформацією прес-служби Коростенської мерії, збір коштів на встановлення пам'ятника почався ще 2008-го року (за рік до встановлення, на 1-му фестивалі дерунів) серед жителів Коростеня. Собівартість пам'ятного знака склала 30 тисяч гривень, з яких 25 тисяч коштував сам пам'ятник, а 5 тисяч — його впорядкування.
Автор скульптурної композиції — місцевий скульптор В. В. Козиренко (за що був нагороджений грамотою «За заслуги перед містом»). Виготовлено пам'ятний знак МП «Лібава Лтд».

## Опис
Пам'ятник являє собою макітру з дерунами, встановлену на постаменті з сірого і червоного граніту. Над макітрою у стилізованому духмяному випарі здіймається власне дерун.

Напис-посвята на лицьовому боці постамента

На постаменті виособлено стилізований традиційний рушник, на якому викарбувані віршовані слова посвяти:
Деруни, дерунята, дерунчики,
Золотаві, духмяні, смачні,
Слава Ваша, картопляного роду,
Все сія на древлянській землі.
Вам так личить сметана і м'ясо
І олія з цибулею теж,
А підлива грибна запашная
Неодмінно Вам чару додасть.
Деруни, дерунята, дерунчики,
Золотаві, духм'яні, смачні,
Ви окраса поліського столу,
Страва на день і цілі віки !
На задньому боці постамента викарбувані дані про дату встановлення, автора і виготовника.
Граніт, використаний для виготовлення пам'ятника, був видобутий безпосередньо в Коростенському районі.

## Галерея

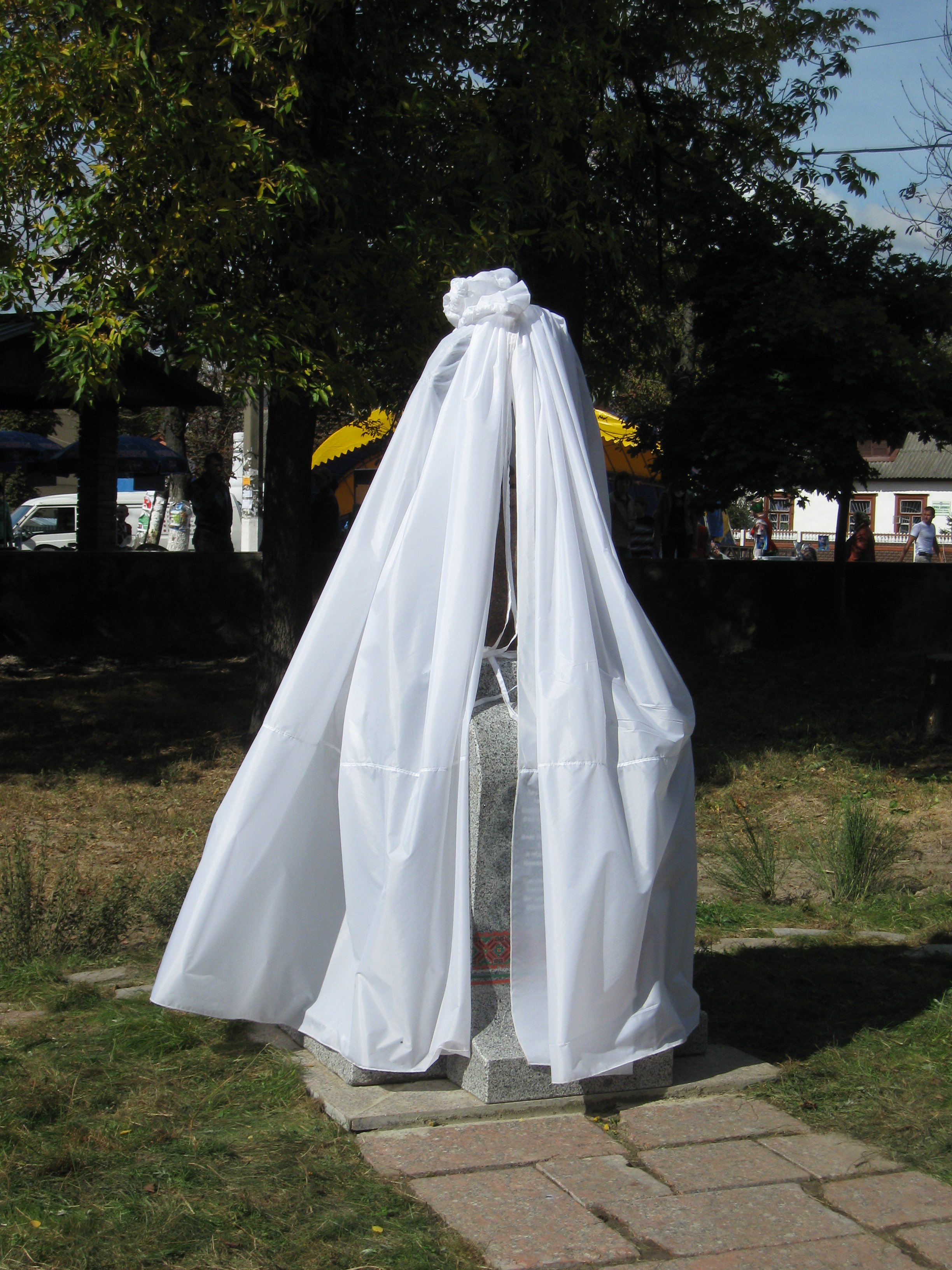
Пам'ятник уранці в день відкриття 19 вересня 2009 року до офіційної церемонії
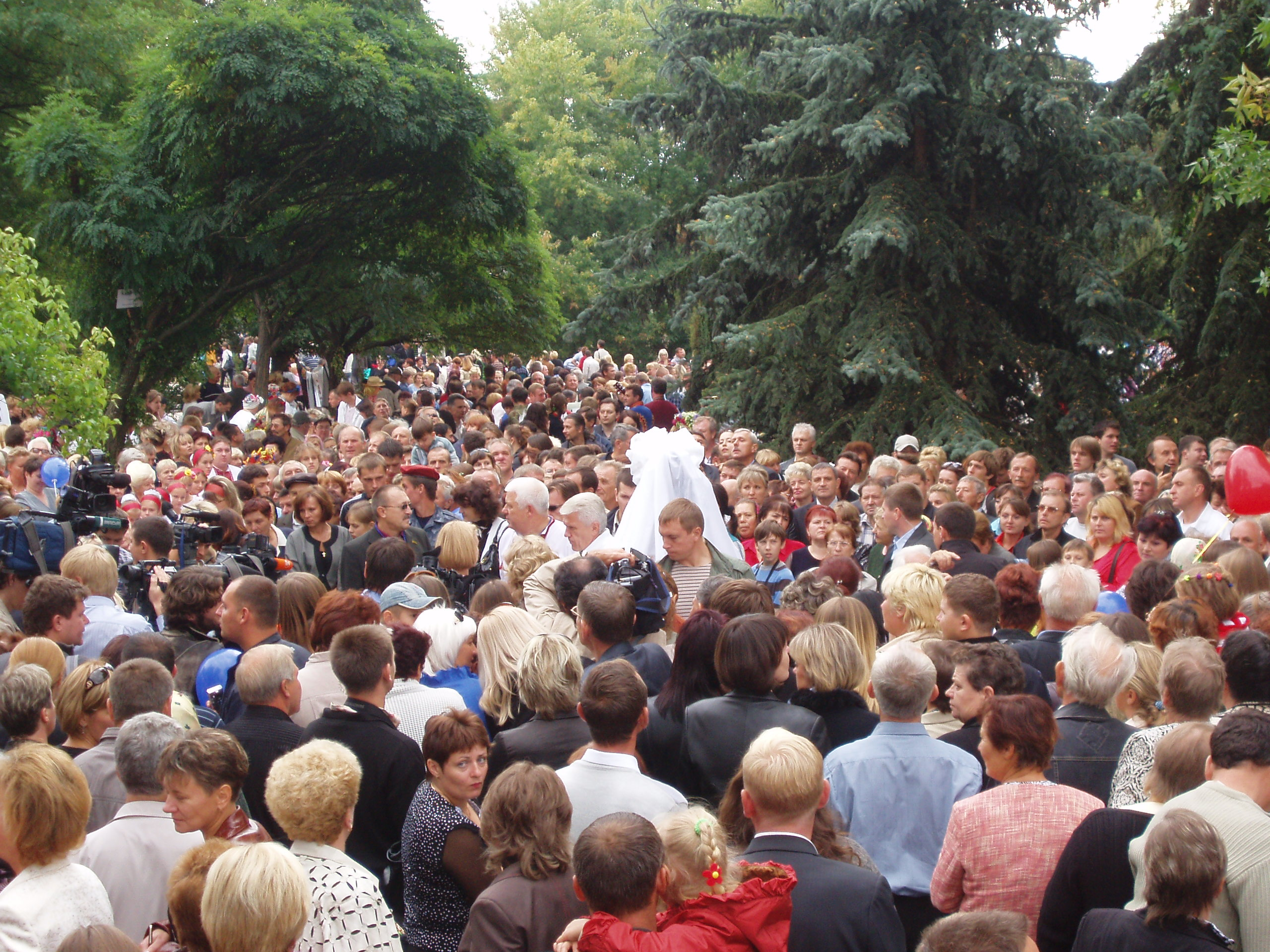
Велике скупчення народу і вузька паркова алея обернули церемонію відкриття на марні потуги спікера парламенту, мера Коростеня і нечисленних їх помічників надати дійству організованості
Фрагмент пам'ятника — макітра з деруном
Напис на тильному боці постамента

## Виноски
1. ↑  https://whatson-kyiv.com/get-a-taste-for-these-food-inspired-landmarks-around-ukraine/
2. ↑  Литвин в Коростені відкрив пам'ятник деруну[недоступне посилання з липня 2019] // повідомл. за 21 вересня 2009 року на www.ua.proua.com (Новини України: політика, економіка, суспільство) [Архівовано 11 вересня 2009 у Wayback Machine.]
3. ↑  Смакували деруни. Володимир Литвин: «Сьогодні я не думав про політику…» [Архівовано 17 жовтня 2016 у Wayback Machine.] // новина за 22 вересня 2009 року на Офіційний сайт міста Коростень [Архівовано 2011-08-20 у Wayback Machine.]